# Ro-55 (1921)
Ro-55 (呂号第五十五潜水艦) — підводний човен Імперського флоту Японії. До введення в Японії в першій половині 1920-х років нової системи найменування підводних човнів мав назву «Підводний човен № 29» (第二十九潜水艦).
Корабель, який спорудили у 1921 році на корабельні компанії Mitsubishi в Кобе, належав до підтипу L2 (він же тип Ro-53) типу L.
З 1 грудня 1921-го Ro-55 належав до 4-ї дивізії підводних човнів зі складу військово-морського округу Йокосука, в якій пройшла вся його служба.
29 жовтня 1923-го човен затонув у Кобе внаслідок аварії, проте був піднятий, відремонтований та повернутий у стрій.
15 грудня 1938-го Ro-55 вивели до резерву четвертої категорії. 1 квітня 1940-го Ro-55 виключили зі списків ВМФ.